# Luis Daniel Cano
Luis Daniel Cano Solano (Martínez de la Torre, Veracruz,  11 de noviembre de 1977) es un exfutbolista mexicano que jugaba en la posición de defensor. En diciembre de 2023 se le vinculó a proceso por delito de secuestro.   

## Trayectoria
Su primer equipo fue el Atlético Chiapas de Primera 'A' donde debutó en el Invierno 2000.
Ha jugado en varios clubes de la misma categoría entre ellos el Mérida FC, Tampico Madero, Salamanca entre otros.
Para el Apertura 2008 fue transferido al Querétaro Fútbol Club club donde logró el ascenso al máximo circuito y posteriormente debutaría en primera división en un Pachuca 3 - 1 Querétaro jugó 5 partidos en el torneo y permaneció con el club por tres torneos más participando en un total de 11 partidos.
Para el Apertura 2011 fue traspasado al Club Irapuato regresando a la división de ascenso.
Fue fichado por Leones Negros U de G para el apertura 2012 donde juega en al actualidad logrando su segundo ascenso con el club, se retiró en 2014.
.

### Clubes
| Club                       | País                | Año         | Partidos | Goles | Media |
| -------------------------- | ------------------- | ----------- | -------- | ----- | ----- |
| Atlético Yucatán           | México              | 2000 - 2002 | 7        | 0     | 0     |
| Riviera Maya               | México              | 2003 - 2004 | 25       | 0     | 0     |
| Mérida FC                  | México              | 2004 - 2005 | 31       | 2     | 0.06  |
| Salamanca                  | México              | 2005 - 2007 | 83       | 1     | 0.01  |
| Tampico Madero             | México              | 2007        | 10       | 0     | 0     |
| Querétaro Fútbol Club      | México              | 2008 - 2010 | 41       | 0     | 0     |
| Club Irapuato              | México              | 2010        | 15       | 2     | 0.13  |
| Querétaro Fútbol Club      | México              | 2011        | 5        | 0     | 0     |
| Universidad de Guadalajara | México              | 2011 - 2014 | 80       | 3     | 0.04  |
| Total en su carrera        | Total en su carrera | 2000 - 2014 | 297      | 8     | 0.03  |

## Palmarés

### Campeonatos nacionales
| Título           | Club                       | País   | Año    |
| ---------------- | -------------------------- | ------ | ------ |
| Torneo Apertura  | Querétaro FC               | México | A-2008 |
| Final de Ascenso | Querétaro FC               | México | 2009   |
| Torneo Apertura  | Universidad de Guadalajara | México | A-2013 |
| Final de Ascenso | Universidad de Guadalajara | México | 2014   |